# 3-Metilornitin
3-Metilornitin je aminokiselina sa formulom H2N(CH2)2CH(CH3)CH(NH2)CO2H. Ova aminokiselina sadrži dva stereogena centra, ali se samo jedan stereoizomer ((3R)-3-metil-D-ornitin) javlja u prirodi. Ova kiselina se formira iz lizina dejstvom enzima metilornitinske sintaze. Kombinacija lizina i 3-metilornitina, uz enzimatsko posredovanje, proizvodi pirolizin, koji je za pojedine organizme "dvadeset druga" genetički kodirana aminokiselina.